# Ron Waldron
Ron Waldron (Neath Abbey, 14 dicembre 1933) è un ex rugbista a 15 e allenatore di rugby a 15 gallese.
Da giocatore ricopriva il ruolo di pilone e durante la sua carriera giocò anche per la nazionale. Per il Galles disputò quattro partite (tutte da titolare) nel Cinque Nazioni 1965, vinto dai dragoni con la Triple Crown.
Da allenatore è invece ricordato per aver guidato il Neath RFC alla fine degli anni ottanta, durante i quali la squadra dominò per varie stagioni il rugby gallese. Waldron guidava un team che comprendeva molti giocatori internazionali, tra i quali Jonathan Davies e Allan Bateman.
Nel 1990 fu scelto come allenatore del Galles, ma si dimise solo l'anno successivo dopo una sconfitta record 71-8 contro il New South Wales durante il tour in Australia a causa di problemi di salute.